# Багнюк, Алексей Сергеевич
Алексей Сергеевич Багнюк (род. 18 мая 1979, Первома́йск, Николаевская область) — украинский футболист, защитник.

## Игровая карьера
Воспитанник харьковского спортинтерната. В 1997 году оказался в команде высшей лиги чемпионата Белоруссии «Трансмаш» (Могилёв). В период армейской службы — с 1998-го по 1999-й гг. играл во второй команде киевского ЦСКА. После армии вернулся в могилёвский клуб, уже переименованный в «Днепр-Трансмаш», где выступал до конца 2002 года. Принимал участие в матчах розыгрыша Кубка Интертото 2000 года. В 2003 году по приглашению Владислава Немешкало перешёл в одесский «Черноморец». В основной состав «моряков» пробиться не смог — в высшей лиге сыграл всего 2 матча. В 2004 году перешёл в киевский «Арсенал», где также не заиграл — провёл 10 матчей за дубль. Продолжил карьеру в перволиговом «Николаеве», где впервые со времён возвращения на Украину задержался более чем на один сезон. В 2007 году в третий раз оказался в Могилёве. В составе вновь переименованного в «Днепр» клуба сыграл 2 сезона, доведя общее количество матчей в белорусской высшей лиге до 110. С 2009 года выступает за любительские коллективы.

## Студенческая сборная Украины
В составе студенческой сборной Украины принимал участие в XXII летней универсиаде, которая проходила в 2003 году в Тэгу (Южная Корея). Украинская футбольная команда заняла итоговое 11 место.